# Station Isbergues
Station Isbergues is een spoorwegstation in de Franse gemeente Isbergues.